# Peter O. Chotjewitz
Peter Otto Chotjewitz (Peter O. Chotjewitz), né le 14 juin 1934 à Berlin-Schöneberg (Allemagne) et mort le 15 décembre 2010 à Stuttgart (Allemagne), est un écrivain, traducteur et avocat allemand.

## Biographie
Peter O. Chotjewitz étudie le droit dans les universités de Francfort-sur-le-Main et de Munich. À partir de 1961, il est greffier à la Kammergericht de Berlin. Il obtient un deuxième diplôme en journalisme, histoire et philosophie à la FU Berlin. En 1965, il passe le deuxième examen d'État en droit puis, vit du métier d'écrivain.
Dans les années 1970, Chotjewitz est politiquement très engagé et est, entre autres, défenseur de d'Andreas Baader et de Peter-Paul Zahl (de). Pour ces clients, il relance temporairement sa carrière d'avocat. La controverse autour de la publication de son roman Les Seigneurs de l'Aube, dans lequel Chotjewitz traite des expériences tirées des procès des terroristes menés contre la Fraction armée rouge, conduit à la résiliation en 1978 du contrat de la maison d'édition Bertelsmann avec AutorenEdition.
Depuis 1995, l'auteur vit à Stuttgart. Il est membre de l'association des écrivains allemands (Vereinte Dienstleistungsgewerkschaft, dont il a été directeur fédéral de 1976 à 1983. Il a écrit pour le magazine mensuel Konkret et pour les hebdomadaires Jungle World et Der Freitag.
Peter O. Chotjewitz était marié avec l'auteur et traducteur Renate Chotjewitz-Häfner (de) avec laquelle il a eu deux fils dont l'écrivain et metteur en scène David Chotjewitz (de). Il se remarie ensuite avec l'artiste peintre Cordula Güdemann (de).

## Récompenses, honneurs et distinctions
- 1969 : prix de littérature Georg Mackensen ;
- 2000 : prix de littérature de la ville de Stuttgart.